# Henry Wilson
Pour les articles homonymes, voir Henry Wilson (homonymie) et Wilson.
Henry Wilson, né le 16 février 1812 à Farmington (New Hampshire) et mort le 22 novembre 1875 à Washington (district de Columbia), est un homme d'État américain. Membre du Parti républicain, il est sénateur du même État entre 1855 à 1873 puis vice-président des États-Unis entre 1873 et 1875 dans l'administration du président Ulysses S. Grant.

## Biographie
Henry Wilson est né le 16 février 1812 sous le nom de Jeremiah Jones Colbath dans le New Hampshire. En 1833, son nom devient officiellement Henry Wilson.
D'abord cordonnier dans le Massachusetts puis cadre dans une manufacture de chaussures, il est élu en 1841 à la chambre de l'état du Massachusetts, poste qu'il conserve jusqu'en 1852.
De 1848 à 1851, il est l'éditeur du Boston Republican.
Candidat malheureux au Congrès en 1852 et au poste de gouverneur en 1853, il est élu au Sénat américain en 1855 à la tête d'une coalition politique regroupant divers partis dont les démocrates. Il compte parmi les « députés du chemin de fer » ; ces parlementaires recevaient des compagnies ferroviaires des actions quasi-gratuites et adaptaient la loi à leurs intérêts (privatisations, subventions, etc.).
En 1859, il est réélu en tant que républicain ainsi qu'en 1865 et 1871.
Le 4 mars 1873, il devient le nouveau vice-président sous le mandat d'Ulysses S. Grant.
Il meurt en fonction le 22 novembre 1875 au sein des bâtiments du Capitole à Washington (district de Columbia) et est enterré à Natick (Massachusetts).